# Costaconvexa centrostrigaria
Costaconvexa centrostrigaria é uma espécie de insetos lepidópteros, mais especificamente de traças, pertencente à família Geometridae.
A autoridade científica da espécie é Wollaston, tendo sido descrita no ano de 1858.
Trata-se de uma espécie presente no território português.